# Tapio Junno
Tapio Einari Junno, född 12 januari 1940 i Piippola, död 25 december 2006 i Helsingfors, var en finländsk skulptör.
Junno studerade vid Konstindustriella läroverket 1961 och vid Finlands konstakademis skola 1962–1965. Han utförde för det mesta figurativa skulpturer, ofta mansfigurer, i brons med en skrovlig yta kontrasterad av en blankpolerad. Till de mera kända verken hör Den knivhuggne (1975) och olika versioner av Kravattmannen. Han utförde flera offentliga uppdrag.
Junno undervisade vid Konstindustriella högskolan 1972–1982. Han var Årets konstnär vid Helsingfors festspel 1987. År 1989 erhöll han Pro Finlandia-medaljen.

## Offentliga verk i urval
- Kärlek och vaksamhet i Kvarnbäcken, 1976
- abstrakt altarrelief i trä i Rönnbacka kyrka, 1976
- Den bländade i Hagalund i Esbo, 1992
- monument över Pentti Haanpää i Piippola, 1996
- monument över Helene Schjerfbeck i Hyvinge, 1998
- reliefporträtt av Alfons Almi i Finlands nationalopera i Helsingfors, 1993